# Tuindorpkerk
De Tuindorpkerk is een protestantse kerk op de hoek van de Professor Suringarlaan en de H.F. van Riellaan in de wijk Tuindorp in de Nederlandse stad Utrecht.
Dit kerkgebouw is in gebruik genomen in 1936 als gereformeerde kerk. Het werd ontworpen door architect Abraham van der Kraan. De eenvoudige zaalkerk heeft een slanke kerktoren met ingesnoerde torenspits en is gebouwd in traditionalistische stijl met enige invloed uit Scandinavië. De kerk is een gemeentelijk monument, het 18e-eeuwse kerkorgel heeft de status van rijksmonument. 

## Orgels
De kerk is in het bezit van een orgel van Conradus Ruprecht II uit ca. 1715. Dit orgel stond oorspronkelijk in Roermond, eerst in de Minderbroederskerk, vanaf 1822 in de Munsterkerk. In 1891 verhuisde het naar de Oosterkerk aan de Utrechtse Maliebaan. Die werd in 1983 gesloopt en twee jaar later werd het in de Tuindorpkerk geplaatst ter vervanging van het Flentrop-orgel. Het Ruprecht-orgel is een uniek, kwalitatief hoogwaardig instrument, het enige exemplaar dat van de orgelbouwer Ruprecht bewaard is gebleven. De vaste bespeelster van het instrument was 2000 tot 2018 cantor-organist Willeke Smits. 
De kerk heeft ook een klein orgel, dat in 1992 door vrijwilligers is gemaakt. Het bevat pijpwerk van het oude Flentrop-orgel, deels afkomstig van een orgel van Maarschalkerweerd uit 1909. Dit laatste stond in de Begijnekerk in de Breedstraat, die in 1937 door de gereformeerde kerk werd afgestoten ten gunste van de nieuwe Tuindorpkerk.
De dispositie van het grote orgel luidt als volgt:
| Hoofdwerk 1. Bourdon 16' 2. Prestant 8' 3. Holpijp 8' 4. Octaaf 4' 5. Fluit 4' 6. Nasard 3' 7. Superoctaaf 2' 8. Fluit 2' 9. Terts 1 3/5' 10. Sexquialiter 2-st. 11. Mixtuur 3-st. 12. Cymbel 2-st. 13. Cornet (discant) 5-st. 14. Trompet (bas en discant) 8' | Onderpositief 1. Holpijp 8' 2. Prestant 4' 3. Roerfluit 4' 4. Quintfluit 3' 5. Octaaf 2' 6. Quint 1 1/2' 7. Sexquialter 2-st. 8. Mixtuur 2-st. 9. Cornet (discant) 3-st. 10. Kromhoorn (bas en discant) 8' | Pedaal 1. Subbas 16' 2. Octaaf 8' 3. Fagot 16' 4. Trompet 8' |

- Koppels: HW-OP, Ped-HW, Ped-OP
- Tremulant
- Omvang manualen: C-f'''
- Omvang pedaal: C- d'
- Stemming: Kirnberger III met a'= 415 Hz

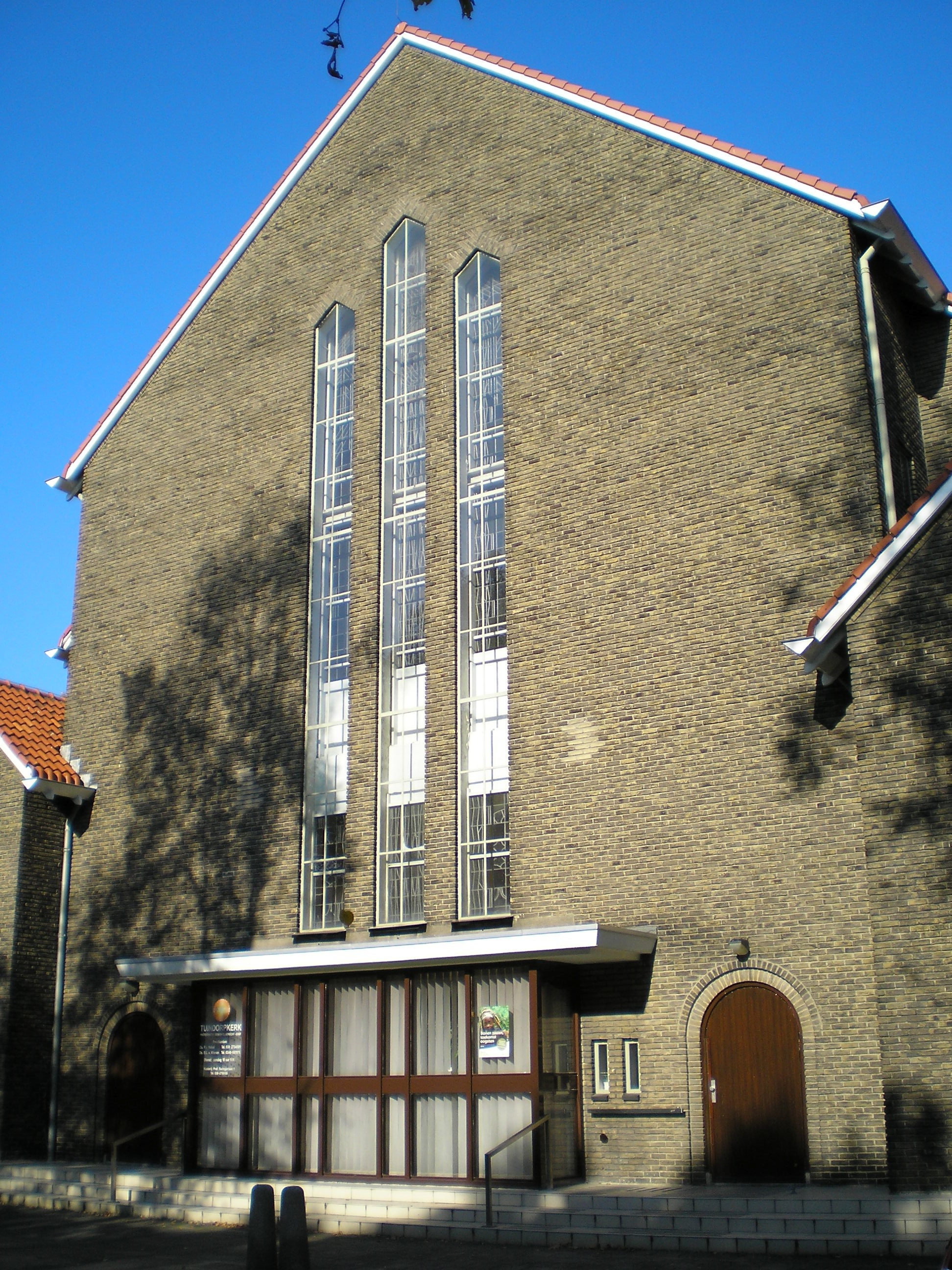
Voorgevel
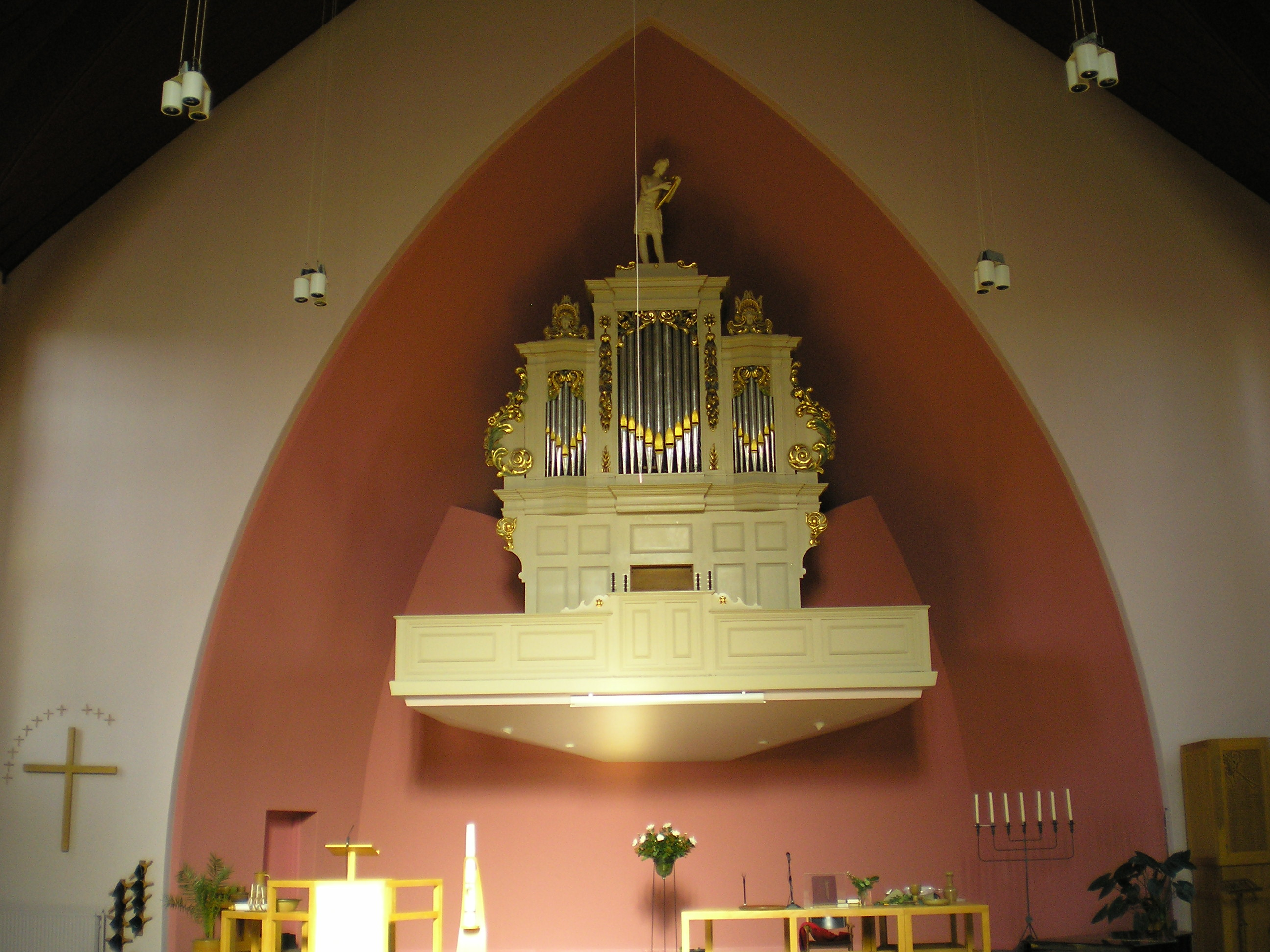
Het 18e-eeuwse Ruprechtorgel

Historische kerkgebouwen:
Sint-Augustinuskerk · Buurkerk · Sint-Catharinakathedraal · Domkerk · Doopsgezinde kerk · Geertekerk · Jacobikerk · Jacobuskerk · Janskerk · Kerkenkruis · Lutherse Kerk · Mariakerk · Maria Minor · Nicolaïkerk · Pieterskerk · Sint-Gertrudiskathedraal · Sint-Martinuskerk · Sint-Salvatorkerk · Sint-Willibrordkerk · Westerkerk

Overige kerkgebouwen:
Adventkerk · Bethelkerk · Blijde Boodschapkerk · Gerardus Majellakerk · Heilig Hartkerk · Holy Trinity Church · H. Johannes de Doper en H. Bernarduskerk · Johanneskerk · Mattheüskerk · Nieuwe Kerk · Sint-Aloysiuskerk ·Sint-Antoniuskerk · Sint-Dominicuskerk · Sint-Gertrudiskerk · Sint-Jacobuskerk · Sint-Josephkerk · Sint-Rafaëlkerk · Stefanuskerk · Tuindorpkerk · Wederkomst des Herenkerk · Wilhelminakerk · Willem de Zwijgerkerk

Deels gesloopte kerken:
Oranjekerk

Gesloopte kerken:
Christus Koningkerk · Begijnekerk · Heilig Kruiskapel · Johannes de Doperkerk  · Julianakerk · Lucaskerk · Onze-Lieve-Vrouw-van-Goede-Raadkerk · 
Onze-Lieve-Vrouw-ten-Hemelopnemingkerk · Oosterkerk · Sint-Bernarduskerk · Sint-Dominicuskerk (Walsteegkerk) · Sint-Ludgeruskerk · Sint-Monicakerk · Sint-Nicolaaskerk · Sint-Pauluskerk · Sint-Salvatorkerk · Vaartkerk · Zuiderkerk

Voormalige kerken:
Emmaüskerk · Noorderkerk · Leeuwenbergkerk · Sint-Isidoruskerk

Lijst van kerken in Utrecht